# Kotelnitch
Kotelnitch (en russe : Котельнич) est une ville et un port fluvial de l'oblast de Kirov, en Russie, et le centre administratif du raïon de Kotelnitch. Sa population s'élevait à 24 451 habitants en 2014.

## Géographie

### Situation
Kotelnitch se trouve sur la rive droite de la Viatka, près de sa confluence avec la Moloma (en), à 83 km au sud-ouest de Kirov et à 707 km au nord-est de Moscou.

### Voies de communication et transports
Kotelnitch se trouve sur le tracé du chemin de fer Transsibérien, au kilomètre 869 depuis Moscou.

## Histoire
La localité de Kokcharov (Кокшаров) a été mentionnée pour la première fois en 1143. Elle fut rebaptisée Kotelnitch en 1181. Elle accéda au statut de ville en 1780.
Le 28 août 2024 cinq drones ukrainiens atteignent la ville, première fois pour l'oblast de Kirov,  « la société Zenith est touchée », dit le gouverneur de la région, Alexandre Sokolov, elle est spécialisée dans le stockage de produits pétroliers.

## Politique et administration

### Statut
La ville a le statut de ville d'importance régionale au sein de son oblast.

### Résultats électoraux
| Scrutin                    | 1er tour | 1er tour | 1er tour | 1er tour | 1er tour | 1er tour | 1er tour | 1er tour | 1er tour | 1er tour | 1er tour | 1er tour | 2d tour                  | 2d tour                  | 2d tour                  | 2d tour                  | 2d tour                  | 2d tour                  | 2d tour                  | 2d tour                  |
| Scrutin                    | 1er      | 1er      | %        | 2e       | 2e       | %        | 3e       | 3e       | %        | 4e       | 4e       | %        | 1er                      | %                        | 2e                       | %                        | 3e                       | %                        | 4e                       | %                        |
| -------------------------- | -------- | -------- | -------- | -------- | -------- | -------- | -------- | -------- | -------- | -------- | -------- | -------- | ------------------------ | ------------------------ | ------------------------ | ------------------------ | ------------------------ | ------------------------ | ------------------------ | ------------------------ |
| Présidentielle 2012        |          | ER       | 56,69    |          | KPRF     | 20,70    |          | LDPR     | 8,39     |          | SE       | 7,58     | Victoire au premier tour | Victoire au premier tour | Victoire au premier tour | Victoire au premier tour | Victoire au premier tour | Victoire au premier tour | Victoire au premier tour | Victoire au premier tour |
| Législatives 2016          |          | ER       | 32,27    |          | LDPR     | 27,66    |          | SRZP     | 13,04    |          | KPRF     | 12,74    | Tour unique              | Tour unique              | Tour unique              | Tour unique              | Tour unique              | Tour unique              | Tour unique              | Tour unique              |
| Présidentielle 2018        |          | ER       | 67,43    |          | KPRF     | 14,77    |          | LDPR     | 11,86    |          | GRANI    | 1,45     | Victoire au premier tour | Victoire au premier tour | Victoire au premier tour | Victoire au premier tour | Victoire au premier tour | Victoire au premier tour | Victoire au premier tour | Victoire au premier tour |
| Législatives 2021          |          | LDPR     | 23,83    |          | ER       | 22,72    |          | KPRF     | 19,82    |          | SRZP     | 13,99    | Tour unique              | Tour unique              | Tour unique              | Tour unique              | Tour unique              | Tour unique              | Tour unique              | Tour unique              |
| Législative régionale 2021 |          | LDPR     | 26,43    |          | ER       | 20,53    |          | KPRF     | 18,15    |          | SRZP     | 14,75    | Tour unique              | Tour unique              | Tour unique              | Tour unique              | Tour unique              | Tour unique              | Tour unique              | Tour unique              |

### Maire
Le maire (son titre exact est chef de la ville) est élu par la douma municipale.
| Période                                  | Période                       | Identité      | Étiquette   | Qualité |
| ---------------------------------------- | ----------------------------- | ------------- | ----------- | ------- |
| 1er février 2023                         | En cours (au 17 juillet 2024) | Oleg Ismaïlov | Russie unie | Juriste |
| Les données manquantes sont à compléter. |                               |               |             |         |

## Population et société
Recensements (*) ou estimations de la population :
| 1856  | 1897* | 1913  | 1926* | 1931   |
| ----- | ----- | ----- | ----- | ------ |
| 2 600 | 4 240 | 4 600 | 7 183 | 10 700 |

| 1939*  | 1959*  | 1970*  | 1979*  | 1989*  |
| ------ | ------ | ------ | ------ | ------ |
| 18 457 | 27 688 | 29 196 | 32 759 | 36 841 |

| 2002*  | 2010*  | 2012   | 2013   | 2014   |
| ------ | ------ | ------ | ------ | ------ |
| 28 245 | 24 979 | 24 908 | 24 685 | 24 451 |

## Culture locale et patrimoine

### Archéologie
La ville de Kotelnitch est connue de toute la Russie et de certains pays étrangers en raison de l'emplacement d'anciens vertébrés fossiles datant du Permien supérieur, notamment des paréiasaures et des thérapsides. Ce point de repère est situé sur la rive droite escarpée de la rivière Viatka et couvre 30 km de Kotelnitch à Vichkil. La meilleure vue sur le point de repère s'ouvre aux passagers du train traversant la Viatka près de Kotelnitch.
Les premiers travaux de fouilles ont été réalisés en 1933, puis en 1948 et 1949. Des recherches à grande échelle ont commencé à la fin des années 1980-début des années 1990. Les spécialistes prouvent le caractère unique du monument, le seul spectacle comparable étant Karoo, en Afrique du Sud.
Chaque année, des scientifiques russes et étrangers découvrent des fragments de squelette et des ossements d'animaux anciens de la période permienne de l'ère paléozoïque, des périodes triasique et jurassique de l'ère mésozoïque.
Le musée paléontologique de Kotelnitch a été ouvert en 1994. Il expose à la fois les découvertes du site de fouilles de Kotelnitch et les répliques des découvertes les plus célèbres d'Allemagne, des États-Unis et de Mongolie. L'exposition du musée montre les processus géologiques et évolutifs globaux qui se sont déroulés sur Terre il y a environ 200 millions d'années. Les collaborateurs du musée ont organisé une exposition mobile intitulée « Les Dinosaures de la Viatka » qui a déjà été vue par des habitants de nombreuses villes russes.
En été, lorsque le niveau de l'eau de la Viatka baisse, le musée paléontologique de Kotelnitch emmène les touristes dans un voyage captivant vers le site de fouilles où chacun trouvera une pièce pour sa propre collection archéologique.
La bande de la rive droite de la Viatka sur laquelle se dresse Kotelnitch fait partie d'un site de restes de paréiasaure parmi des plus grands au monde.